# Curitiba Challenger 1980
Il Curitiba Challenger 1980 è stato un torneo di tennis facente parte della categoria ATP Challenger Series nell'ambito dell'ATP Challenger Series 1980. Il torneo si è giocato a Curitiba in Brasile dal 1 al 7 settembre 1980 su campi in terra rossa.

## Vincitori

### Singolare
Gustavo Guerrero ha battuto in finale  Marcos Hocevar con il punteggio di 7–6, 6–3

### Doppio
Jorge Andrew /  Markus Günthardt hanno battuto in finale  Kevin Harris /  Craig Wittus con il punteggio di 4–6, 6–3, 7–6